# モトアカウオ
モトアカウオ（学名:Sebastes norvegicus）は、メバル属の海水魚である。タイセイヨウアカウオという別名もある。北大西洋に分布する。大型で成長の遅い種であり、漁業の対象となる。

## 分類と名称
1772年にノルウェーの生物学者であるPeter Ascaniusによって Perca norvegicus として初めて正式に記載され、タイプ産地はノルウェーとされた。種小名はタイプ産地を指す。かつては Sebastes marinus という学名がよく使用されていたが、これはペインテッドコンバーのシノニムである。本種は1876年にピーター・ブリーカーによってメバル属のタイプ種とされた。2017年の研究では、少なくとも2つの新しい未記載の隠蔽種を含む可能性があることが明らかになった。rock fish、ocean perch、Atlantic redfish、Norway haddock、golden redfish、pinkbelly rosefish、Norway seaperch、Scottish seaperch、bergyltといった英名がある。
ノルウェーメバルとも呼ばれる。アラスカメヌケと同様に「赤魚」として流通している。

## 形態
体は大きく、体格はがっしりとしている。鰭は比較的大きく、棘条と軟条はともに長い。尾鰭は弱い截形で、臀鰭、胸鰭、腹鰭は丸く、背鰭は連続している。背鰭は14-16本、通常15本の丈夫な棘と13-16本、通常は14-15本の軟条から成り、臀鰭は3棘と8軟条から成る。顎上部の眼前骨には1-2本の棘があり、眼下の隆起は棘が無く、頑丈ではない。前鰓蓋骨にはほぼ同じ長さの5本の棘がある。上顎骨には棘があり、鰓蓋骨には2本の棘があり、下側の棘は通常下向きでやや後方を向いているが、下向きで前方を向いていることもある。鼻棘、眼前棘、眼上棘、眼後棘、頭頂棘を持つ。下顎結合部には通常は突起はないが、丸い突起を持つこともある。全長は通常45cm、最大で100cmに達し、体重は15kgに達する。体色は鮮やかな赤色で、鰓蓋の後方に暗色の斑点がある。

## 分布と生息地
カテガット海峡と北海北部から、ノルウェー沿岸に沿って北はスピッツベルゲン島西岸、バレンツ海南部、東はノヴァヤゼムリャまで分布し、白海では稀である。アイスランド沖とグリーンランド南東部沖では一般的である。グリーンランド西岸沿いにも分布し、西大西洋では南はフレミシュキャップ、グランドバンク、セントローレンス湾まで分布している。幼魚はフィヨルド、湾、沿岸で見られるが、成魚は沿岸の水深100-1,000m域で見られる。深海の個体は浅い場所の個体よりも大きい。

## 生態
肉食性であり、夏はオキアミ、秋と冬はタイセイヨウニシン、春はカラフトシシャモ、タイセイヨウニシン、オキアミ、有櫛動物が主食である。生涯を通じて群れを作り、成長は遅く寿命も長い。全長38-41cmで性成熟する。他のメバル類と同様に卵胎生である。バレンツ海では8-9月に、アイスランドとグリーンランド沖では10-1月に繁殖するが、卵母細胞は2-3月まで受精せず、仔魚は4-6月、遅くとも8月には出産される。

## 人との関わり

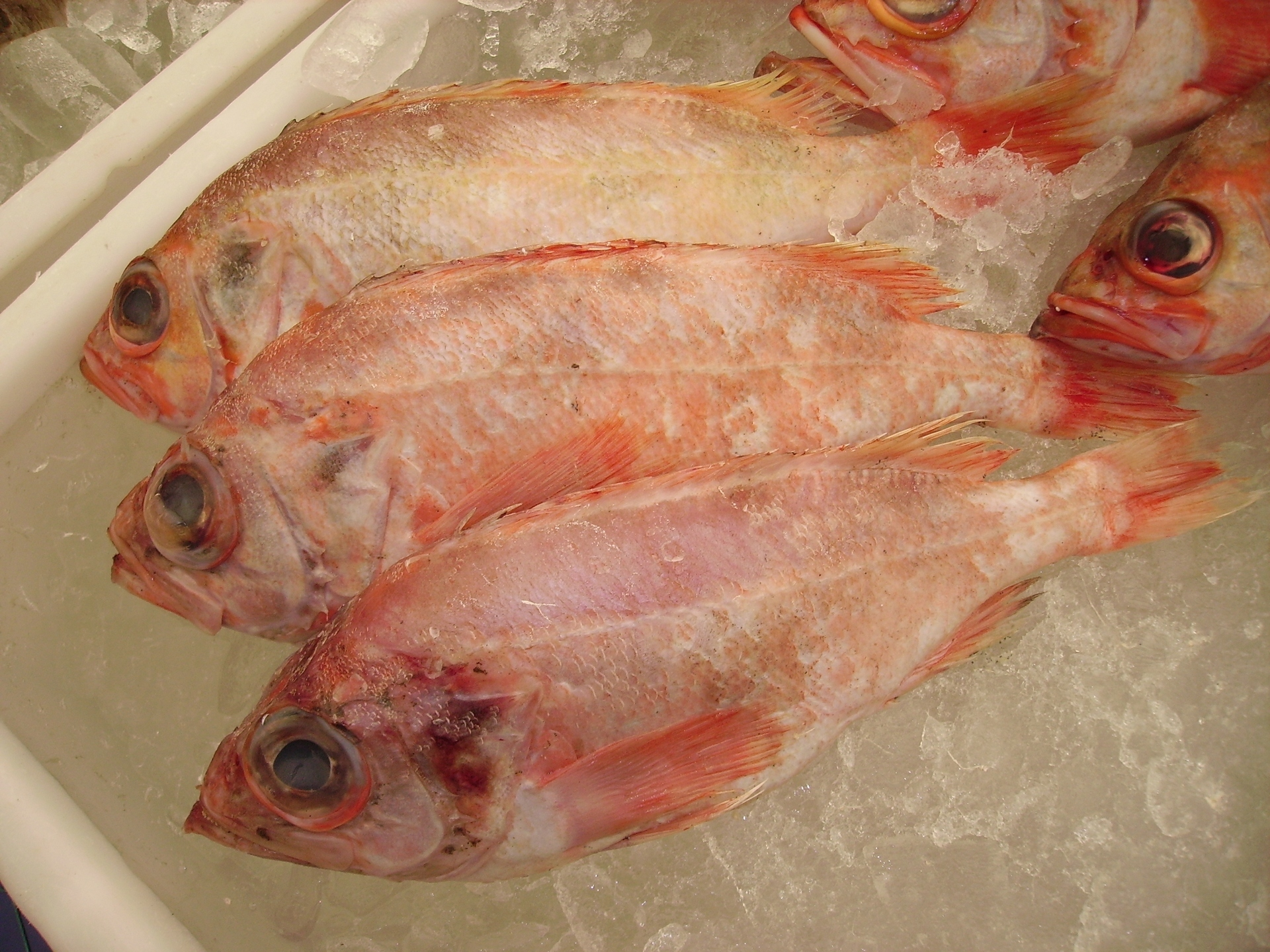
冷凍されたモトアカウオ

アイスランドとグリーンランド南東部の間のアーミンガー海が最も大きな漁場となっている。1980年代から90年代にかけての年間漁獲量は20キロトン未満であったが、1999年以降は40-60キロトンまで劇的に増加した。2000年には80キロトン近くが漁獲された。それ以降、年間漁獲量は40-60キロトンに減少した。魚肉はほとんどの場合切り身で販売され、冷凍されていることが多い。2000年代半ば以降、個体群は深刻な乱獲状態にあると考えられてきた。グリーンピースによると、一部の個体群は十分に繁殖しておらず、回復の見込みは薄いという。2010年、グリーンピースは本種を水産物レッドリストに追加した。世界自然保護基金は海洋管理協議会の認証漁業で漁獲されたもの以外は避けるべきだとしている。カナダのセントローレンス湾では、本種の個体数が急増していると報告されており、大西洋沿岸の諸州は、漁獲量年間5万トンと推定される漁業を巡って競争している。本種はアコウダイ、アラスカメヌケなどとともに赤魚の名で流通し、近年では高額になったアコウダイの代用として、例えばスーパーなどで「赤魚の粕漬(原産地：アイスランド）」として売られている。1964年に西ドイツの郵便切手に描かれた。